# Тімо Болл
Тімо Болл  (нім. Timo Boll, 8 березня 1981) — німецький настільний тенісист, багаторазовий чемпіон Європи, дворазовий переможець Кубка світу, семиразовий призер чемпіонатів світу, віце-чемпіон Олімпійських ігор 2008 року в командному заліку і бронзовий призер Олімпійських ігор 2012 року в командному заліку, п'ятиразовий переможець турніру «Європа Топ-12». Екс-перша ракетка світу в одиночному розряді. Грає лівою рукою європейської хваткою.

## Життєпис

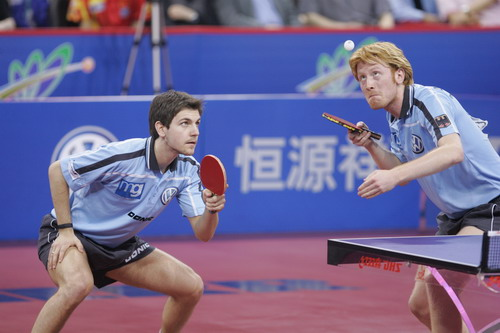
Болл (ліворуч) і Крістіан Зюс на чемпіонаті світу 2005 року, де вони завоювали срібло

Народився в невеликому містечку Ербах-ім-Оденвальд в Гессені. Почав грати в настільний теніс у 4 роки під керівництвом свого батька. У середині і наприкінці 1990-х Тімо виграв кілька титулів на чемпіонатах Європи серед учнів і на юніорських чемпіонатах Європи.
Почав показувати високі результати на світовому рівні вже коли був юніором. 2000 року на чемпіонаті Європи в Бремені Болл виграв срібло в складі німецької збірної. Того ж року він дебютував на Олімпійських іграх в Сіднеї, де в одиночному розряді дійшов до 1/8 фіналу, поступившись австрійцю Вернеру Шлагеру 2-3. У парному розряді з Йоргом Роскопфом не зміг вийти з групи. У 2002 році в Загребі вперше став чемпіоном Європи, перемігши і в одиночному, і в парному розрядах. Того ж року він став переможцем Кубка світу в одиночному розряді.
На початку 2004 року Болл мав проблеми зі спиною, підготовка до Олімпійських ігор в Афінах виявилася зіпсованою. На Олімпійських іграх в Афінах поступився у чвертьфіналі знаменитому шведу Янові-Уве Вальднеру 1-4. До цього в матчі 1/8 фіналу німець зумів взяти реванш у Вернера Шлагера за олімпійську поразку 4-річної давнини, обігравши того з рахунком 4-3. У парному розряді в Афінах Болл знову не зміг вийти з групи. У 2004 році він завоював свою першу нагороду на чемпіонатах світу — в Досі він виграв срібло в командному заліку.
2005 року Тімо вдруге став переможцем Кубка світу в одиночному розряді, а також виграв срібло чемпіонату світу в Шанхаї в парному розряді (разом із Крістіаном Зюсом), поступившись у фіналі китайській парі. У 2006 році в Бремені виграв бронзу чемпіонату світу в командному заліку.
Починаючи з 2007 року, протягом декількох сезонів досягав видатних успіхів на чемпіонатах Європи: 2007 року в Белграді, 2008 року в Санкт-Петербурзі і 2010 року в Остраві Болл ставав абсолютним чемпіоном Європи — він перемагав у одиночному і парному розрядах, а також в командному заліку. 2009 року в Штутгарті Болл не зміг перемогти лише в одиночному розряді (чемпіоном став його ровесник данець Мікаель Мейс). Таким чином на 4 чемпіонатах Європи в 2007—2010 роках Тімо виграв 11 золотих медалей з 12 можливих, а також 1 бронзу.
У 2008 році на Олімпійських іграх в Пекіні Болл нарешті зумів виграти олімпійську медаль: в складі збірної Німеччини разом з Крістіаном Зюсом і Дмитром Овчаровим він завоював срібло, поступившись у фіналі китайцям 0-3. Це була єдина медаль європейців у настільному тенісі на Іграх в Пекіні. В одиночному розряді бувши 5-м сіяним поступився в 1/8 фіналу корейцеві О Сан Йону 1-4, який в наступному колі поступився майбутньому чемпіонові Ма Ліню з Китаю. У тому ж 2008 році Болл виграв срібло Кубка світу в одиночному розряді.
У 2010 році на командному чемпіонаті світу в Москві виграв срібло в складі команди Німеччини. Восени того ж року посів 3-тє місце на Кубку світу в Магдебурзі (перші два залишилися за китайцями). У травні 2011 року на чемпіонаті світу в Роттердамі виграв бронзу в одиночному розряді (єдина медаль європейців на тому чемпіонаті в усіх розрядах).

## Рейтинг
У 2003 році Болл кілька місяців був на першому рядку світового рейтингу (останній раз у вересні 2003 року). З вересня 2004 року по квітень 2016 року безперервно входив у топ-10 світового рейтингу в одиночному розряді, майже 12 років поспіль. За цей час, у 2006 і 2010 роках, кілька разів піднімався на другий рядок рейтингу, а в січні-березні 2011 року знову очолював світовий рейтинг.

## Особисте життя
31 грудня 2002 року одружився зі своєю подругою Роделою Якобі, потім у подружжя народилася донька.

## Виступи на Олімпіадах
| Олімпіада           | Дисципліна       | Місце |
| ------------------- | ---------------- | ----- |
| Сідней 2000         | одиночний розряд | =9    |
| Сідней 2000         | парний розряд    | =17   |
| Афіни 2004          | одиночний розряд | =5    |
| Афіни 2004          | парний розряд    | =9    |
| Пекін 2008          | одиночний розряд | =9    |
| Пекін 2008          | командний розряд | 2     |
| Лондон 2012         | одиночний розряд | =9    |
| Лондон 2012         | командний розряд | 3     |
| Ріо-де-Жанейро 2016 | одиночний розряд | =9    |
| Ріо-де-Жанейро 2016 | командний розряд | 3     |